# Non guardarmi/Quello che ti dico
Non guardarmi/Quello che ti dico è il primo singolo di Claudia Mori, pubblicato dalla casa discografica Fantasy nel 1964.  Gli arrangiamenti sono stati eseguiti da Lemmy Sganga. Il brano musicale Quello che ti dico è la cover italiana del brano The locomotion di Little Eva.

## Tracce
Lato A
1. Non guardarmi (Dante Panzuti, Michele Del Prete e Pinchi)

Lato B
1. Quello che ti dico (Goffin and King, Luciano Beretta e Michele Del Prete)